# Pararge marmorata
Pararge marmorata är en fjärilsart som beskrevs av Ludwig Osthelder 1925. Pararge marmorata ingår i släktet Pararge och familjen praktfjärilar. Inga underarter finns listade i Catalogue of Life.